# Чащёвка (Архангельская область)
Чащёвка — деревня в Холмогорском районе Архангельской области.

## География
Находится в центральной части Архангельской области на расстоянии приблизительно 5 км на запад-юго-запад по прямой от села Емецк на левом берегу реки Емца.

## История
Деревня входит в группу деревень Ратонаволок. В 1859 году здесь (тогда деревня Холмогорского уезда Архангельской губернии) было учтено 7 дворов. До 2015 года входила в Зачачьевское сельское поселение, с 2015 по 2022 в Емецкое сельское поселение до его упразднения.

## Население
Численность населения: 33 человека (1859 год), 0 как в 2002 году, так и в 2010.